# Ses Estaques
Ses estaques és una platja molt petita situada al costat del port de Santa Eulària des Riu.

## Característiques
Té una longitud de 50 m i una amplada de 3 m. No té massa arena i també està formada per grava i petites pedres.
A la zona hi ha hotels, bons aparcaments i hamaques i parasols. A més a més hi ha un restaurant a partir del qual es pot seguir una senda per pujar al mirador, on es poden observar bones vistes del municipi.

## Com arribar-hi?
Per la carretera d'Eivissa a Santa Eulària des Riu, una vegada passada la localitat agafar el desviament cap a Es canar i es veu el senyal indicatiu cap a Ses Estaques. A 200 m trobarem la platja i el Palau de Congressos d'Eivissa.